# Harald Braem
Pour les articles homonymes, voir Braem.
Harald Braem alias Wolfram vom Stein (Berlin, 23 juillet 1944) est un écrivain et dessinateur allemand spécialisé dans la psychologie chromatique.
Harald Braem passa son enfance à Allendorf, Westerwald et il alla aux écoles primaire et secondaire à Hildesheim. Il étudia le design graphique à Hildesheim et à Hanovre.
Il a travaillé comme professeur et fait une importante investigation comparative culturelle et sur des questions archéologiques et de l'histoire ancienne des îles Canaries, des pyramides, du chamanisme et sur l'art pariétal.

## Prix
- 2005 : Verdienstmedaille des Landes Rheinland-Pfalz

## Œuvres
- Ein blauer Falter über der Rasierklinge, Frankfurt am Main [u.a.] 1980
- "Die Nacht der verzauberten Katzen" und andere Geschichten, Frankfurt am Main [u.a.] 1982
- Die letzten 48 Stunden, München 1983 (avec Wolfgang Fienhold)
- Die Macht der Farben, München 1985
- Träume in Blech und Papier, Bern [u.a.] 1985 (avec Manfred Schmidtke)
- Das große Guten-Morgen-Buch, Göttingen 1985
- Brainfloating, Munich, 1986
- Morgana oder Die Suche nach der Vergangenheit, Munich, 1986
- Sirius grüßt den Rest der Welt, Munich, 1987
- Der Eidechsenmann, Munich, 1988
- Auf den Spuren atlantischer Völker: Die Kanarischen Inseln, Munich, 1988 (avec Marianne Braem)
- Der Löwe von Uruk, Munich, [u.a.] 1988
- Selftiming, Munich, 1988
- Zodiak, Munich, 1988
- Die Balearen, Munich, 1989
- Ein Sommer aus Beton, Würzburg 1989
- Hem-On, der Ägypter, Munich, [u.a.] 1990
- Der Kojote im Vulkan, Berlin 1990
- Die Sprache der Formen, München 1990
- Tanausu - der letzte König der Kanaren, Munich [u.a.] 1991
- Große Spinne, kleine Spinne, Kaiserslautern 1992
- Das magische Dreieck, Stuttgart [u.a.] 1992
- Bibliographie des deutschsprachigen Schrifttums zur internationalen Felsbildforschung, Lollschied 1994 (avec Thomas Schulte im Walde)
- Der Herr des Feuers, München [u.a.] 1994
- Die magische Welt der Schamanen und Höhlenmaler, Köln 1994
- Der Vulkanteufel, Stuttgart [u.a.] 1994
- Das Hotel zum Schwarzen Prinzen, München [u.a.] 1995
- Magische Riten und Kulte, Stuttgart [u.a.] 1995
- Der Wunderberg, Stuttgart [u.a.] 1996
- Der König von Tara, Stuttgart [u.a.] 1997
- Paläste, Tempel, Hieroglyphen, Bindlach 1997 (avec Christof Heil)
- An den Küsten der Sehnsucht, Bettendorf 1999
- Das blaue Land, Stuttgart [u.a.] 2000
- Frogmusic, Plön 2001
- Meine Steppe brennt, Bettendorf 2006